# Lago de Lussy
O Lago Lussy é um lago localizado junto a uma zona pantanoza próximo da localidade de Châtel-Saint-Denis, no cantão de Fribourgo, Suíça. O Lago e o espaço pantanoso circundante fazem parte de uma zona de protecção à natureza e vêem listados no Inventário de Paisagens de Particular Beleza e Importância Nacional da Suíça.